# Basiptera
Basiptera é um gênero de coleóptero da tribo Basipterini (Cerambycinae); compreende apenas uma única espécie, com distribuição na Argentina e Chile.

## Sistemática
- Ordem Coleoptera
  - Subordem Polyphaga
    - Infraordem Cucujiformia
      - Superfamília Chrysomeloidea
        - Família Cerambycidae
          - Subfamília Cerambycinae
            - Tribo Basipterini
              - Gênero Basiptera (Thomson, 1864)
                - Basiptera castaneipennis (Thomson, 1864)